# Bergtjärnen (Kalls socken, Jämtland, 704352-137895)
Bergtjärnen är en sjö i Åre kommun i Jämtland och ingår i Indalsälvens huvudavrinningsområde.